# Yunnanilus cruciatus
Yunnanilus cruciatus är en fiskart som först beskrevs av Rendahl, 1944.  Yunnanilus cruciatus ingår i släktet Yunnanilus och familjen grönlingsfiskar. Inga underarter finns listade i Catalogue of Life.